# Potok Knurowski
Potok Knurowski, również Knurów, Knurowski Potok, lokalnie Rzyka – potok w województwie małopolskim, w Gorcach, lewobrzeżny dopływ Dunajca.
Potok wypływa w dolinie u południowo-wschodnich podnóży szczytu Czerteż. Na południowo-zachodnich stokach Knurowskiej Przełęczy uchodzi do niego ciek spod tej przełęczy. Od miejsca ich połączenia potok płynie w kierunku południowym przez porośnięte lasem obszary Gorców. Po ich opuszczeniu płynie przez pola wsi Knurów, w jego zabudowanym obszarze skręcając na południowy wschód. Następnie płynie przez Harklową i Szlembark. Na granicy tej wsi i Dębna Podhalańskiego uchodzi do Dunajca. Dwa jego najdłuższe dopływy to Granicznik i Młynny Potok.
Dolina Knurowskiego Potoku oddziela od zachodu Pasmo Lubania od głównego rozrogu Gorców. Wzdłuż doliny rozciągnięta jest zabudowa łańcuchowa wsi Knurów.
W systemie gospodarki wodnej, w planach gospodarowania wodami na obszarze dorzecza Wisły na lata 2011–2021, tworzy jednolitą część wód Potok Knurowski o międzynarodowym kodzie PLRW2000122141392. W systemie tym nadano mu typ 12, czyli potok fliszowy. Został włączony do regionu wodnego Górnej Wisły, podlegając regionalnemu zarządowi gospodarki wodnej PGW WP w Krakowie.
W XX wieku w Knurowie działał tartak wodny napędzany wodami potoku. Współcześnie w dolinie Potoku Knurowskiego prowadzony jest kulturowy wypas owiec.